# King Kong (1933)
King Kong (prt/bra: King Kong) é um filme estadunidense  de 1933, dos gêneros aventura, suspense, fantasia e terror, dirigido por Merian C. Cooper e Ernest B. Schoedsack para a Radio Pictures, com roteiro de James Ashmore Creelman e Ruth Rose a partir de uma ideia concebida por Merian C. Cooper e Edgar Wallace.
Em 1991, essa versão de King Kong foi considerada "cultural, histórica e esteticamente significativa" pela Biblioteca do Congresso e selecionada para preservação no National Film Registry. O filme teria três remakes, lançados em 1976, 2005 e 2017.

## Enredo
Uma equipe de cinema liderada por Carl Denham (Robert Armstrong) viaja para a Ilha da Caveira, acreditada ser apenas uma lenda, e se depara com uma civilização primitiva que oferece mulheres a Kong, um deus-gorila gigante. Quando essa civilização captura Ann Darrow (Fay Wray), a estrela do filme, a equipe de marinheiros, agora liderada pelo valente e apaixonado imediato Jack Driscoll, parte em resgate, enfrentando inúmeros perigos tais como dinossauros e insetos gigantes.
Depois de muitos marinheiros perderem a vida na empreitada, Ann é salva das garras do gorila que, aparentemente, se apaixonou por ela. Tendo os sobreviventes em segurança, Denham faz de tudo para conseguir raptar o macaco e levá-lo para Nova York, onde faria dele sua grande atração: "Kong, a Oitava Maravilha do Mundo".
Por fim o monstro escapa e fica solto e furioso no meio da cidade, recapturando Ann e dirigindo-se ao Empire State, para a cena que ficaria imortalizada até hoje, tornando-se um ícone pop. Aviões metralham Kong que cai de cima da torre e morre enquanto Ann vê lá de cima o macaco morrer.[carece de fontes?]

## Elenco
- Fay Wray como Ann Darrow[1]
- Robert Armstrong como Carl Denham[1]
- Bruce Cabot como Jack Driscoll[1]
- Frank Reicher como Englehorn, o capitão[1]
- Noble Johnson como Chefe dos nativos[1]
- Steve Clemente como Doutor bruxo[1]
- James Flavin como Briggs[1]
- Victor Wong como Charlie, o cozinheiro[1]
- Sam Hardy como Charles Weston[1]

## Antecedentes

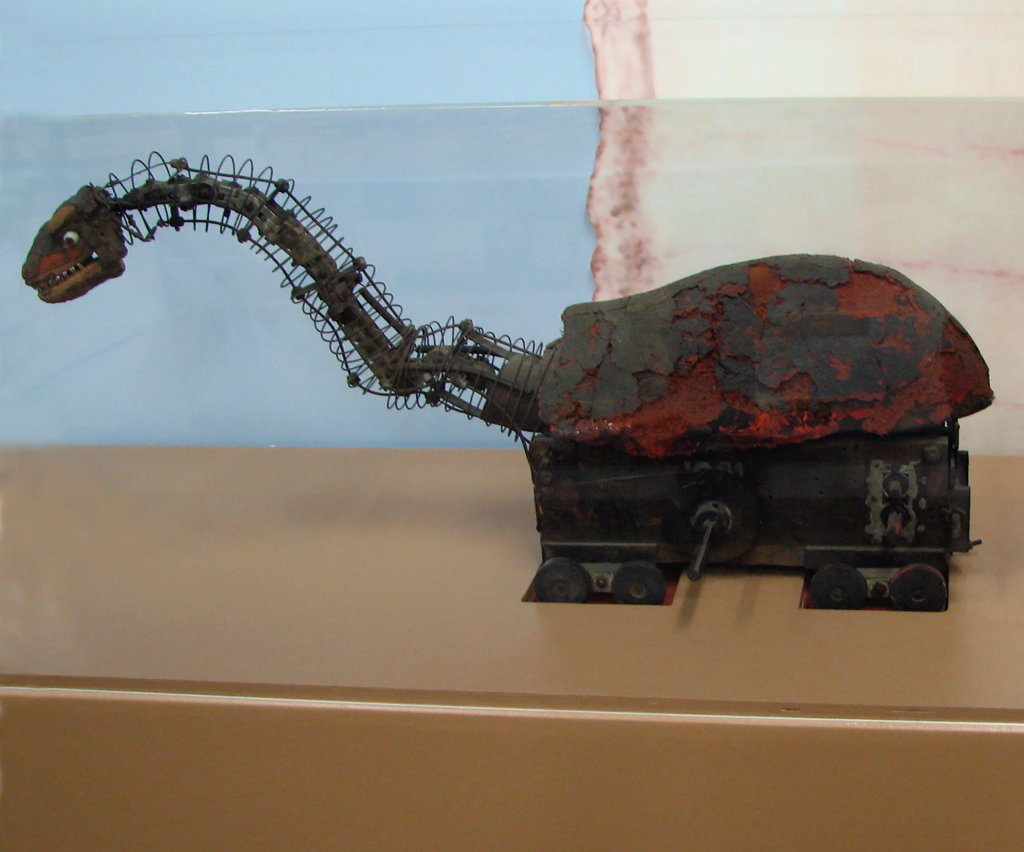
Um esqueleto articulável de Brontosaurus usado nas filmagens.

Antes do início da produção de King Kong, existia uma larga gama de filmes sobre selvas, o enredo geralmente adere a um padrão de narrativa centrada em um explorador ou um cientista que se aventura em uma selva apenas para testar uma teoria ou descobrir alguma aberração monstruosa. Nesses filmes, o conhecimento científico poderia ser transformado às avessas a qualquer momento, e foi isto que proporcionou os recursos, a vitalidade e a resistência do gênero.
No início do século XX, alguns zoológicos receberam exposições de primatas, por isso houve uma demanda popular para vê-los em filmes. Os irmãos Lumière enviaram documentaristas de cinema para lugares ocidentais que nunca tinham visto, e Georges Méliès utilizou efeitos especiais em vários filmes de fantasias que precederam a King Kong. Os filmes sobre selvas foram lançados nos Estados Unidos em 1913 com Beasts in the Jungle, um filme que misturou atores reais com leões, um tigre e outros animais. Em 1918, Elmo Lincoln atuou em Tarzan, O Homem Macaco, e, em 1925, o filme O Mundo Perdido teve efeitos especiais realizados por Willis O'Brien e sua equipe, que posteriormente trabalhariam em King Kong. O produtor de King Kong, Ernest B. Schoedsack, tinha experiência ao trabalhar com macacos, e anteriormente, havia dirigido os documentários Chang: A Drama of the Wilderness em 1927 (com Merian Caldwell Cooper) e Rango (1931). Aproveitando essa tendência, a companhia Congo Pictures realizou o filme Ingagi em 1930, anunciando como "um documentário que mostrava o sacrifício de uma mulher por um gorila gigante". O filme foi um sucesso imediato, e segundo algumas estimativas, foi um dos filmes de maior bilheteria da década de 1930 com mais de quatro milhões de dólares. Embora Cooper não listou Ingagi entre as influências de King Kong, ele é considerado uma influência em Kong por causa do exemplo de linha de fundo e o enredo com belas mulheres em perigo.
Willis O'Brien havia feito os efeitos especiais para o longa-metragem inacabado de 1931, Creation, dirigido por ele mesmo. Os modelos dos dinossauros deste filme foram inspirados nos desenhos realizados pelo artista estadunidense Charles R. Knight. Cooper aprovou as sequências realizadas com a técnica stop motion por O'Brien em Creation e por isso decidiu contratá-lo. Os modelos de dinossauros usados em King Kong foram construídos em princípio para as filmagens de Creation e algumas das cenas foram modificadas para se adequar ao roteiro de Kong.

## Pós-produção

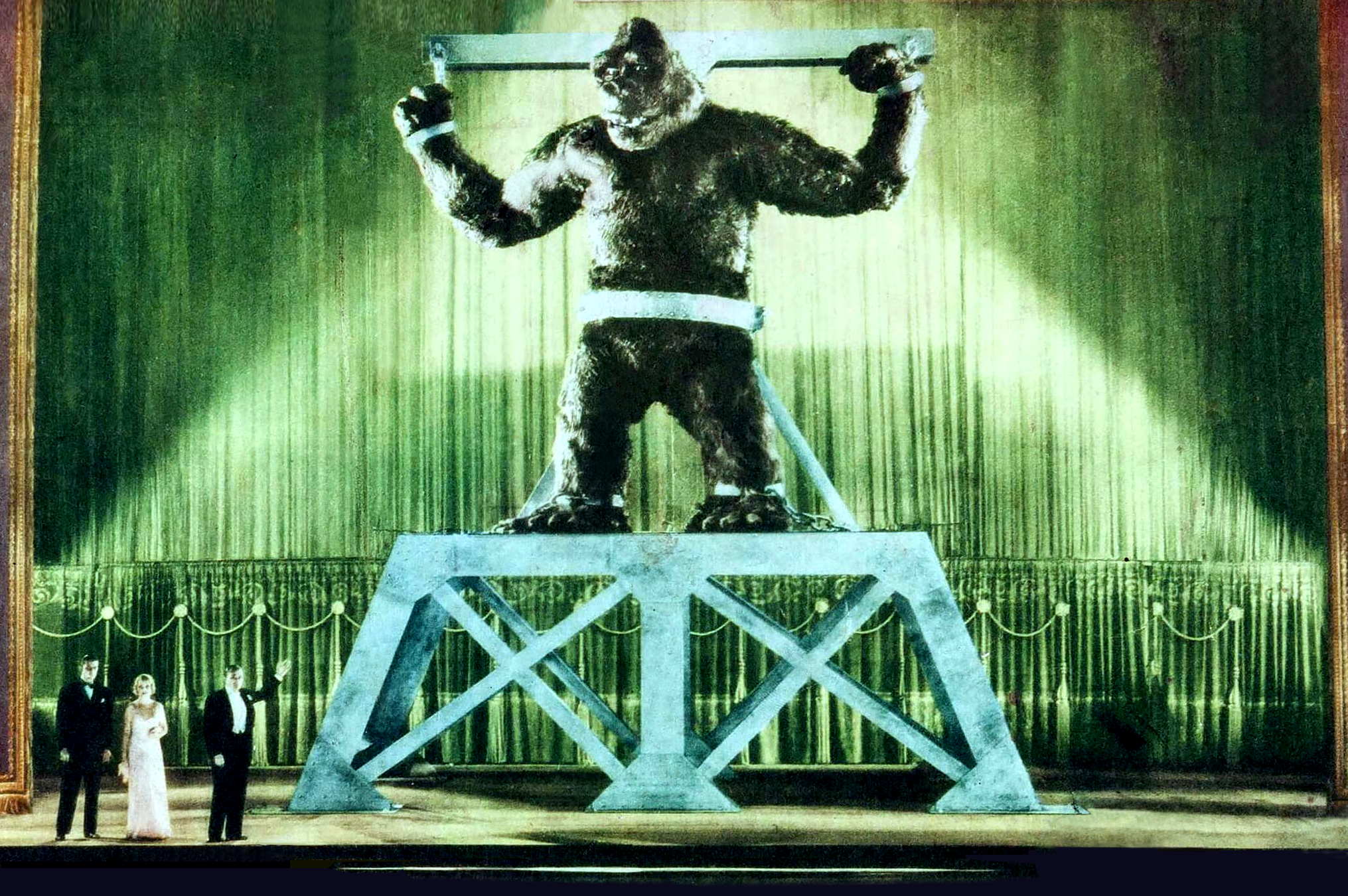
Foto de publicidade colorida combinando atores ao vivo com animação em stop motion.

King Kong foi liquidado mediante com o título, ocorrendo cortes de algumas cenas diminuindo o filme de 125 para 100 minutos, as cenas deletadas foram aquelas que desaceleraram o ritmo ou desviaram a atenção de Kong. Provavelmente a cena deletada mais infame foi a que mais tarde se tornou conhecida como "Spider Pit Sequence", onde um número de marinheiros do Venture sobrevivem a uma queda de um barranco, apenas para ser comidos vivos por várias aranhas, insetos e outras criaturas gigantes. Em um memorando do estúdio, Merian C. Cooper disse que ele cortou a cena para si mesmo, porque ele "parou a história." Décadas mais tarde, Peter Jackson incorporou uma releitura dessa sequência nas cenas extras do DVD do remake de 2005, também acrescentou uma outra versão da cena apenas por diversão, usando animação stop-motion, técnica que foi utilizada nas cenas do filme de 1933.
Murray Spivack proporcionou os efeitos sonoros para o filme. O rugido de Kong foi criado a partir da mistura dos rugidos de leões e tigres gravados no jardim zoológico, posteriormente reproduzidos ao contrário lentamente. Spivak também forneceu os "rugidos de amor" de Kong, utilizando um megafone e reproduzido em velocidade lenta. Spivak também foi o responsável pelas pegadas do macaco, pisando em uma caixa cheia de cascalhos com êmbolos envoltos por espumas ligadas a seus próprios pés, enquanto os sons resultantes das batidas no peito foram registrados por Spivak ao bater sobre o peito de seu assistente com uma baqueta, um microfone foi posto nas costa do assistente. Spivak também criou os silvos e os sons roucos dos dinossauros, ele usou um compressor de ar para o primeiro, os sons roucos foram feitos por sua própria voz. As vocalizações do Tyrannosaurus foi misturada com sons de panthera, sons de aves foram utilizados para os sons do Pteranodon. Spivak também forneceu os numerosos gritos dos vários marinheiros. Far Wray forneceu os sons de sua personagem em uma única sessão de gravação.
Por razões orçamentais, a RKO decidiu não ter uma trilha sonora original composta, em vez disso, instruiu o compositor Max Steiner a simplesmente reutilizar músicas oriundas de outros filmes. Cooper pensou que o filme merecia uma trilha sonora original e pagou cinquenta mil dólares para Steiner, que completou a partitura em seis semanas e gravou com uma orquestra de 46 peças. O estúdio mais tarde reembolsou Cooper. A partitura era diferente de todas que vieram antes e marcou uma mudança significativa na história da música de cinema, sendo o primeiro grande filme de Hollywood a ter uma partitura temática em vez de uma música de fundo. A partitura de King Kong foi a primeira partitura musical de longa-metragem escrita para um filme "talkie" americano, a primeira a marcar o uso de uma orquestra de 46 peças e a primeira a ser gravada em três faixas separadas (sons de efeitos, diálogos e músicas). Steiner usou uma série de técnicas novas na partitura do filme, baseando-se em convenções de óperas por seu uso de leitmotivs.